# Измайлово (электродепо)
Электродепо́ «Изма́йлово» (ТЧ-3) — электродепо Московского метрополитена, обслуживающее Арбатско-Покровскую линию с  10 января 1950 года. Является объектом культурного наследия народов России регионального значения.

## История

### Обслуживаемые линии
| Линия               | Период                                                        |
| ------------------- | ------------------------------------------------------------- |
| Арбатско-Покровская | 1950 — настоящее время (до 2015 — единственное депо на линии) |
| Филёвская           | 1958 — 1962                                                   |
| Солнцевская         | 2014 — 2018                                                   |
| Большая кольцевая   | Февраль — 30 августа 2018                                     |

В 2018 году в связи с обслуживанием Солнцевской линии вместе с первым участком Большой кольцевой линии (маршруты 78—103) электродепо стало первым в истории Московского метрополитена, обслуживающим сразу три линии одновременно и использующим по этой причине трёхзначные маршруты (100—103).

## Подвижной состав

### Пассажирский подвижной состав,

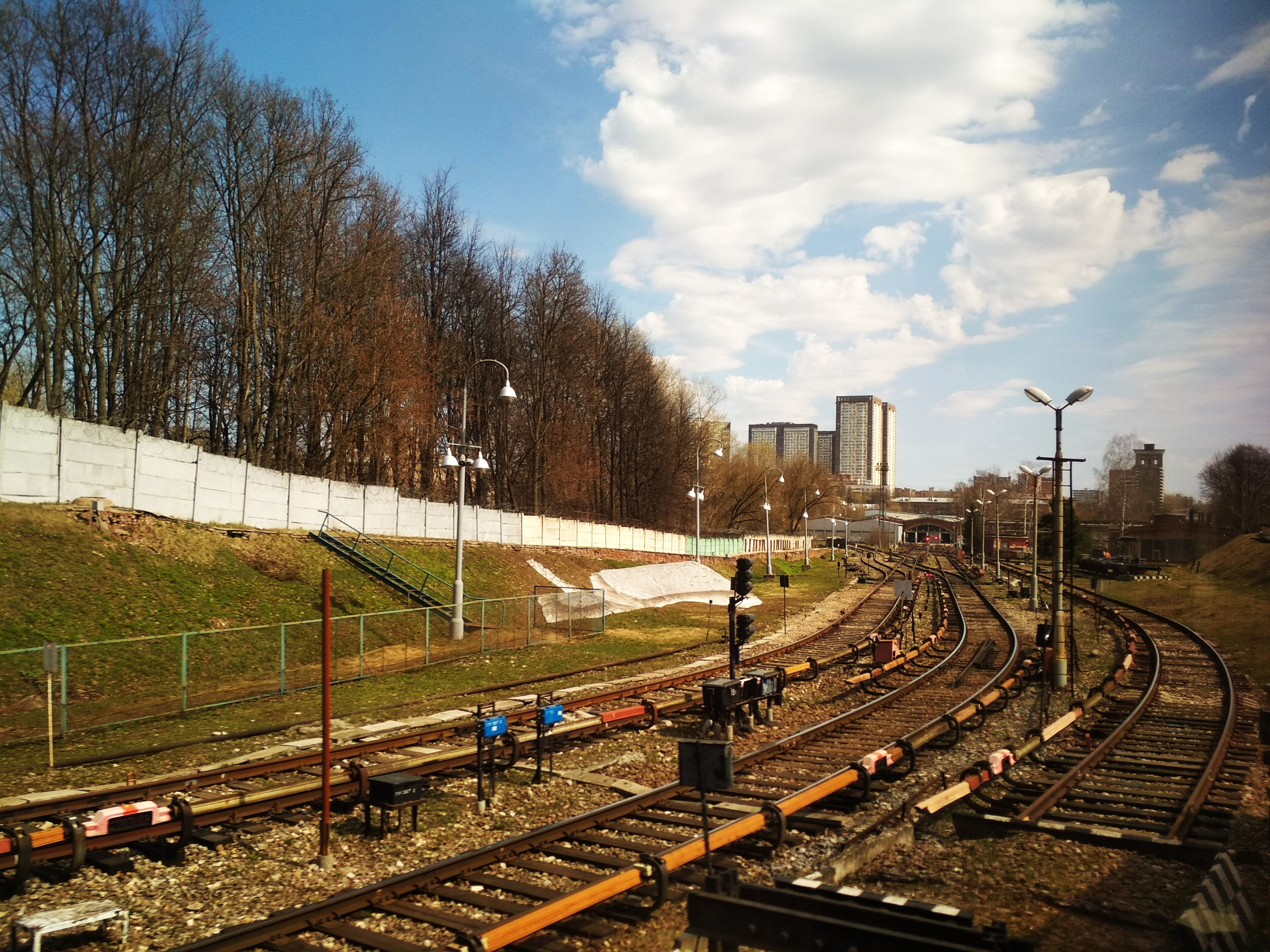
Электродепо Измайлово

| Тип вагонов               | Период                                            | Вагонов в составе | Состояние               |
| ------------------------- | ------------------------------------------------- | ----------------- | ----------------------- |
| А                         | 1950 — 1975                                       | 4                 | списаны                 |
| Б                         | 1950 — 1975                                       | 4                 | списаны                 |
| В                         | 1957 — 1962                                       | 4                 | списаны                 |
| Г                         | 1954 — 1958, 1969—1975                            | 4                 | списаны                 |
| Д                         | 1973 — 1995                                       | 4                 | списаны                 |
| Е                         | 1990 — 2005                                       | 6                 | списаны                 |
| Ем-509, Ем-508, Еж, Еж1   | 1990 — 2010 (полностью утилизированы в 2013 году) | 7                 | списаны                 |
| 81-740.1/741.1 «Русич»    | 2006 — настоящее время                            | 5                 | регулярная эксплуатация |
| 81-740.1/741.1 «Акварель» | 2007 — настоящее время                            | 5                 | регулярная эксплуатация |
| 81-740.4/741.4 «Русич»    | 2009 — настоящее время                            | 5                 | регулярная эксплуатация |
| 81-760/761 «Ока»          | 2015 — 2018                                       | 7                 | переданы                |

### Служебный и музейный подвижной состав
В разное время депо «Измайлово» меняло модели своих грузовых поездов: до 1995 года грузовой поезд состоял из вагонов типа «Д», до 2001 года — из вагонов типа «Е», последний грузовой поезд данного депо состоял из вагонов Еж и Ем-508. Также в депо имелся путеукладчик УКМ-01, созданный на базе вагона типа «Д», который никогда не использовался по назначению и был утилизирован в 2010 году вместе с последним грузовым поездом и большей частью пассажирских вагонов типа Еж/Еж1, Ем-508/509, многие из которых простаивали в депо до утилизации в 2013 году.
В депо находится музейный трёхвагонный состав типа А/Ам, сформированный из самых первых вагонов Московского метрополитена, восстановленных в 2015 (Ам № 1, А № 1031) и 2017 (Ам № 21) годах, в основном, он используется во время проведения ночных экскурсий. Также на хранении в депо находятся все оставшиеся музейные вагоны, восстановленные в 2015 году (Г № 530, УМ-5 № 806, Д № 2037, Е № 3605, 81-580 (ВЭКА) № 001).
Помимо этого, на территории ремонтного цеха (на месте закрытой временной станции «Первомайская») находится ещё один уникальный вагон — головной вагон № 0001 из первого опытного состава типа 81-740/741 «Русич», который в настоящее время используется в качестве тренажёра. В другом нефе хранятся вагоны типа Е № 4812, Еж № 5170 и Ем-508 № 3941.

## Станция «Первомайская» в депо «Измайлово»
В этом депо с 1954 года по 1961 год находилась временная станция «Первомайская». С тех времён в здании депо остались следы вестибюля, а платформа используется как ремонтный цех, с 2017 года в нём проводятся экскурсии, организуемые Центром профориентации метрополитена. Ныне действующая станция с названием «Первомайская» является подземной и располагается между «Щёлковской» и «Измайловской».